# 國民保健署
國民保健署（縮寫NHS），是英國以下四大公營醫療系統的統稱：

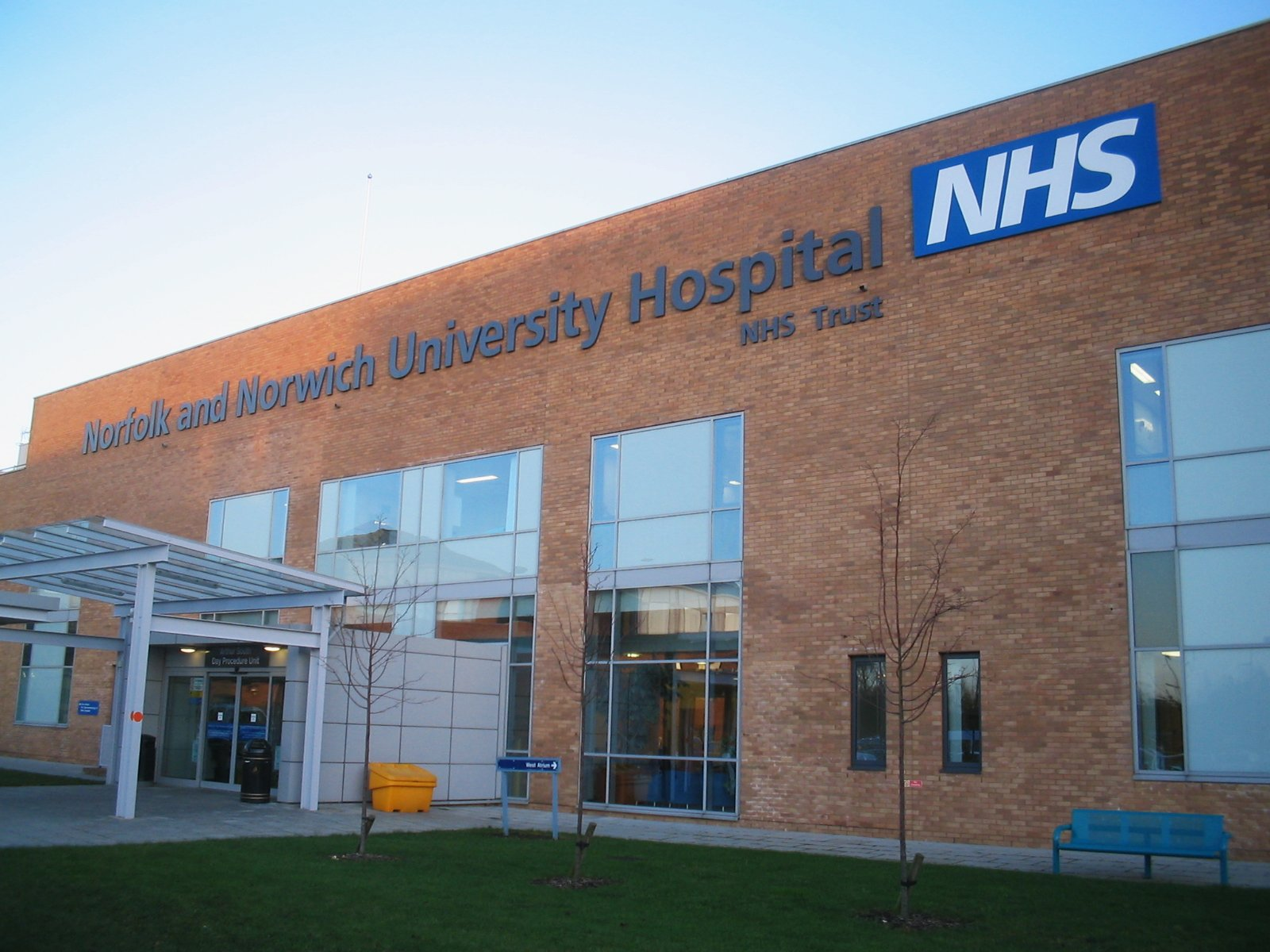
諾維奇一家國民保健署的公立醫院

- 英格蘭國民保健署（National Health Service）
- 北愛爾蘭保健及社會服務署（英语：Health and Social Care (Northern Ireland)）（Health and Social Care in Northern Ireland，HSCNI）
- 蘇格蘭國民保健署（NHS Scotland）
- 威爾斯國民保健署（NHS Wales）

國民保健署的經費主要來自全國中央稅收，用以向公眾提供一系列的醫療保健服務，合法居於英國的人士可以免費享用當中大部份的服務。國民保健署旗下四大系統各自獨立運作，並擁有各自的管理層、規例和法定權力，互不從屬。
雖然只有英格蘭地區的公營醫療系統是正式稱為「國民保健署」，但全國四大公營醫療系統都被普遍稱為「NHS」。國民保健署最初經過1946年、1947年和1948年的多項立法工作，最終由當時的工黨政府在1948年設立。NHS威爾斯原本屬於英格蘭國民保健署的一部份，但管理權到1969年分拆到威爾斯事務大臣手上，1999年再進一步下放到威爾斯政府。
四大公營醫療系統在2015-16年雇佣了大约160万人，总预算为1367亿英镑。2014年，英国的总健康部门员工总数为2,165,043人，是全球第五大雇主和最大的非军事公共组织。
在购买诸如药物之类的消耗品时，四大公營醫療系統在全球价格上有显著的市场影响力，通常能够保持价格较为低廉。而少量产品通过服务之间共享合同联合采购。其他一些国家，选择复制英国模式或直接依赖英国的评估，来决定他们自己的国家资助药物报销。

## 适用人群
英国居民有权在NHS接受免费医疗服务，但牙医不在此列。
此外多数国家的移民在申请超过6个月的长期签证时会支付一笔医疗费（2018年为400镑/年，但对学生有减免，约100-300镑），由此也可以在英国享受NHS服务。

## 問題

### 資金

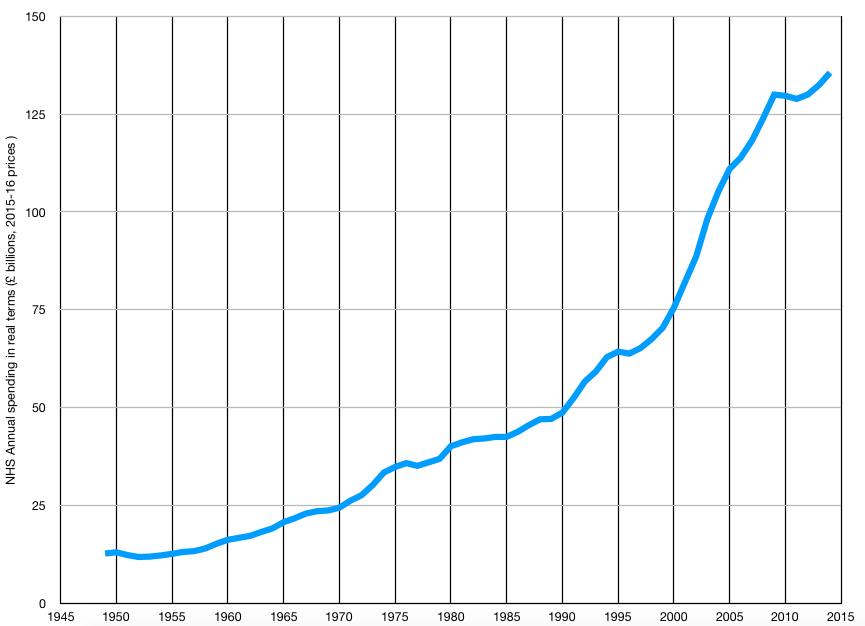
NHS開銷：1948/49–2014/15

NHS约98.8%的資金來自英國国民保险和其他稅收，只有很小一部分來自病人為特定項目繳付的錢。自建立以來，NHS的開銷就逐年增加，英國政府因此決定縮減開支，2010年時決定將每年增長額度限定到1%。因此自2019年開始NHS將不再提供部分服務。
60%的NHS預算花在了僱員工資上，藥物和設備開銷各佔20%。因政府縮減開銷，醫生和護士工會表示這一舉措使得NHS員工工資縮水，因此要求政府取消每年增長額度限制。此外部分病人，如癌症病人也因得不到後續治療而面臨病情加劇的危險。

### 心理健康
需要心理健康服務的病人需要等待的時間過久。英國皇家精神科醫學院發現有些病人甚至需要等待13個月才能得到治療。

### 候诊与治疗
需要接受常规手术的病人等待时间自2000年以来急剧增加。2019年7月英格兰平均等待时间为8周。但需要等待超过52周的病人从1980年代的20余万缩减到2019年的不到两千人。不過由于NHS资金、床位短缺，需要等待的病人数量时有回升。
截至2022年7月，等待择期治疗的患者总人数达到680万。其中等待超过52周的人数约37.8万，而在新冠疫情流行前的2019年7月，该数据为1,032。其中等待超过18个月的人数为51,838人。2022年8月的数据显示，29%急诊病人从抵达到入院、转院或出院的时间超过四个小时，相比之下，2019年8月这一比例为14%。

## 外部連接
- 英格蘭國民保健署（（页面存档备份，存于））
- 蘇格蘭國民保健署 （页面存档备份，存于）
- 威爾斯國民保健署（（页面存档备份，存于））
- 北愛爾蘭保健及社會服務署 （页面存档备份，存于）